# Yanar Dağ

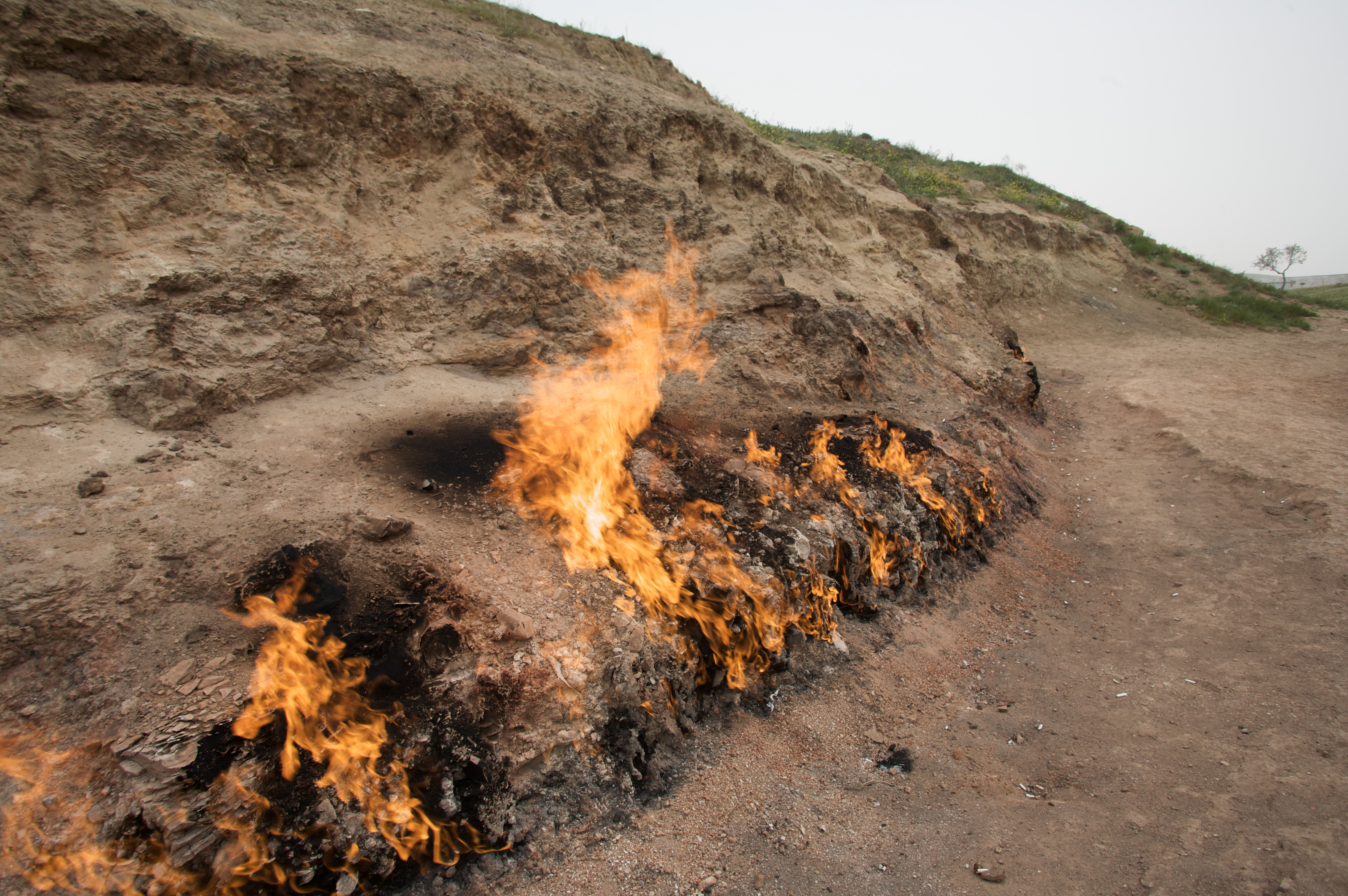
Yanar Dağ

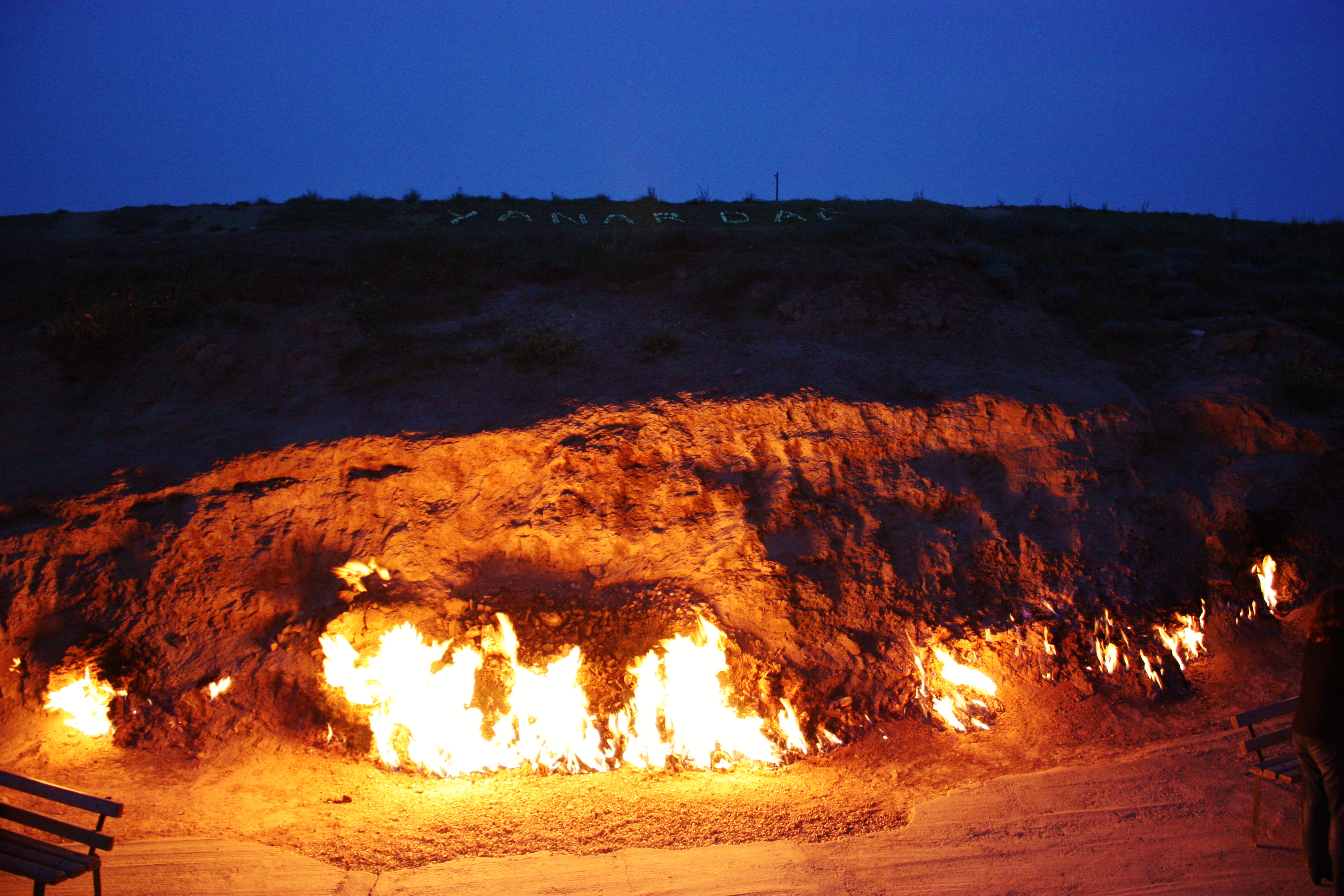
Yanar Dağ bei Nacht

Yanar Dağ (auch: Yanar dag, Yanardag oder Yanar dagh, auf Deutsch: brennender Berg) ist ein seit dem Altertum brennendes natürliches Erdgasfeuer am Hang eines Hügels in Aserbaidschan. Die Stätte des Erdbrands liegt wenige Kilometer nördlich der Landeshauptstadt Baku und ist touristisch erschlossen.
Bis zu drei Meter hohe Flammen steigen aus einem zehn Meter breiten Grat an dem Kalksteinhügel Yanar Dağ, der in der Nähe von Baku auf der Halbinsel Abşeron am Kaspischen Meer liegt. Heute existiert nur eine Handvoll solcher natürlicher brennender Erdgasquellen in der Welt, die meisten davon in Aserbaidschan. Aufgrund des großen Erdgasvorkommens unter der Halbinsel Abşeron haben dort schon während des Altertums Feuer natürlichen Ursprungs gebrannt, worüber historische Schriftsteller wie Marco Polo berichtet haben.
Diese Feuer sehen am eindrucksvollsten in der Dämmerung aus, wenn Touristen wie Einheimische in dem nebenan gelegenen Teelokal sitzen, um sich von der spektakulären Sehenswürdigkeit inspirieren zu lassen. Dass Aserbaidschan in seiner Überlieferung und in seiner Kunst mit dem Feuer in Verbindung steht, führt man auf die alte Religion des Zoroastrismus zurück, die vor mehr als zweitausend Jahren in diese Gegend kam.
Yanar Dağ inspiriert heute noch zu Kunstwerken; in den letzten Jahren lieferte der Feuerberg den Namen für eine finnische Oper und für ein franko-kanadisches Bühnenstück. Der Achal-Tekkiner Hengst Yanardag, der zum turkmenischen Nationalsymbol wurde, ist nach dem Feuer benannt.